# Jon Hall (ator)
Jon Hall (registado como Charles Felix Locher, Fresno, Califórnia, 23 de fevereiro de 1915 – North Hollywood, 13 de dezembro de 1979) foi um ator do cinema americano.